# 미쓰미네구치역
미쓰미네구치역(일본어: 三峰口駅, みつみねぐちえき)은 일본 사이타마현 지치부시에 있는 지치부 철도 지치부 본선의 역이다.
지치부 철도의 종착역인 이름 그대로 미쓰미네 신사의 관문이며, 지치부 호, 나카쓰 협곡 등지와도 가깝다. 또한, 간토의 역 백선의 제3회 선정역이 되었다.

## 역 구조
혼합식 승강장 2면 3선의 지상역으로 유치 노선이 다수 있다. 직영역이자 관리역으로, 시로쿠 역을 관리한다. 과거에는 종일 역 직원이 상주했지만 2015년 11월부터 영업 시간이 7시 30분 ~ 19시 20분으로 변경되었다.

### 승강장
| 1 - 3 | ■ 지치부 선 | 지치부・나가토로・요리이・구마가야・교다시・하뉴・ ■ 지치부 선 직통 한노・도코로자와・이케부쿠로 방면 |

## 역 주변
- 아라카와강
  - 시라카와 다리
- 사이타마 현도 210호 나카쓰카와미쓰미네구치 정차장선
- 국도 제140호선
- 아라카와 우체국
- 아라카와・오오타 분소
- 지치부 시립 아라카와니시 초등학교
- 지치부 철도차량 공원

## 역사
- 1930년 3월 15일: 영업 개시.

## 인접역
| 지치부 철도 ■ 지치부 본선 | 지치부 철도 ■ 지치부 본선 | 지치부 철도 ■ 지치부 본선 |
| ------------------------- | ------------------------- | ------------------------- |
| 오하나바타케 하뉴 방면    | SL "팔레오 익스프레스"    | 시·종착역                 |
| 가게모리 하뉴 방면        | 급행 "지치부"             | 시·종착역                 |
| 시로쿠 하뉴 방면          | 보통                      | 시·종착역                 |